# (6178) 1986 DA
(6178) 1986 DA és un dels asteroides que creuen l'òrbita de Mart de tipus M i un objecte proper a la Terra, d'uns 2,3 quilòmetres de diàmetre. Destaca per ser molt més reflectant al radar que altres asteroides. És un asteroide Amor, el què significa que s'apropa a l'òrbita de la Terra des de l'exterior, però sense travessar-la.
Els mesuraments del radar suggereixen que està compost de níquel i ferro i que es deriva de la part central d'un objecte molt més gros que va experimentar una fusió i una diferenciació. L'albedo observada pel radar va ser de 0,58 i l'albedo de l'òptica era de 0,14.
Molt probablement aquest asteroide es va formar a partir d'un cos més gran per mitjà d'una col·lisió catastròfica amb un altre objecte. La superfície és relativament llisa en escales de menys d'un metre, però és molt irregular en les escales de 10–100 metres. El delta-v per a un encontre d'una nau espacial amb aquest asteroide des de l'òrbita terrestre baixa és de 7,1 km/s. El 6 de març de 2005, 1986 DA va assolir el periheli de la seva òrbita.
L'asteroide 1986 DA va aconseguir popularitat quan els científics van revelar que contenia més de "10.000 tones d'or i 100.000 tones de platí", el que en el moment del seu descobriment significaven 90.000 milions de dòlars americans per l'or i la increïble xifra d'un bilió de dòlars americans pel platí, 10 bilions de tones de l'asteroide de ferro i un bilió de tones de níquel."